# Cỏ nến
Cỏ nến, hương bồ thảo, thủy hương bồ, bồn bồn (danh pháp Typha orientalis) là một loài thực vật có hoa trong họ Hương bồ Typhaceae. Loài này được C.Presl miêu tả khoa học đầu tiên năm 1851.

## Hình ảnh

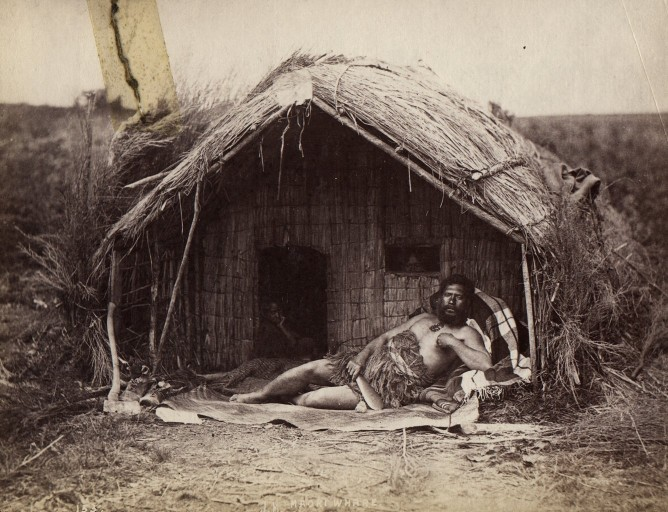
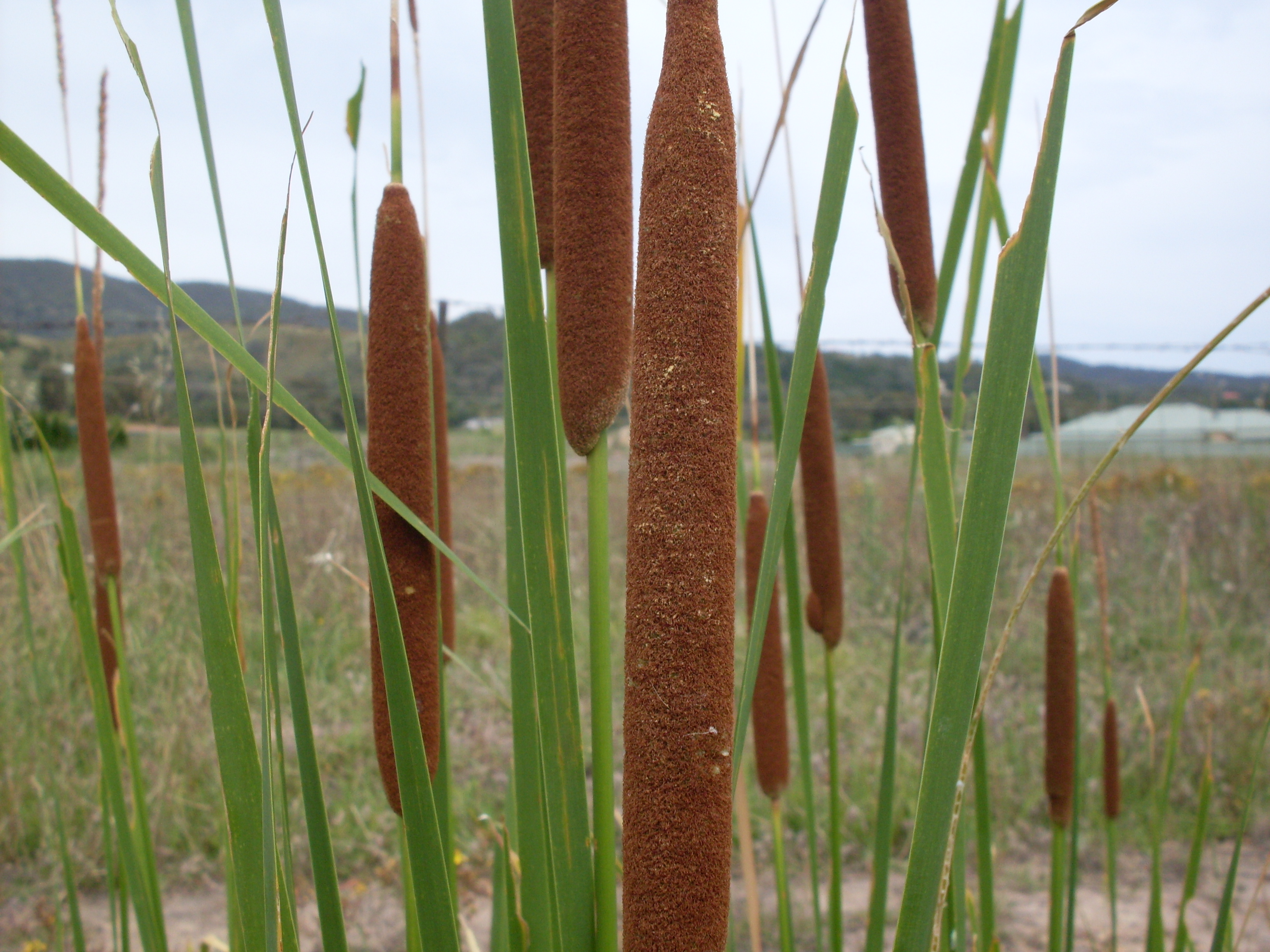
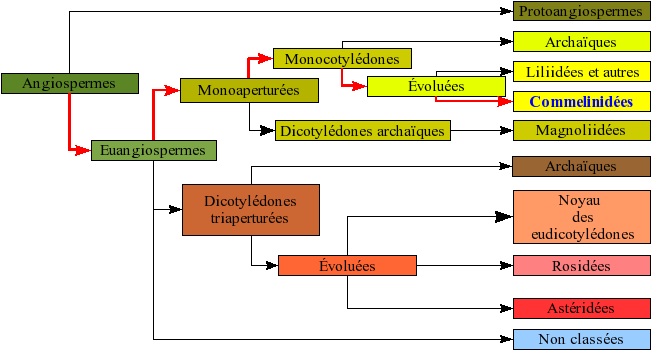
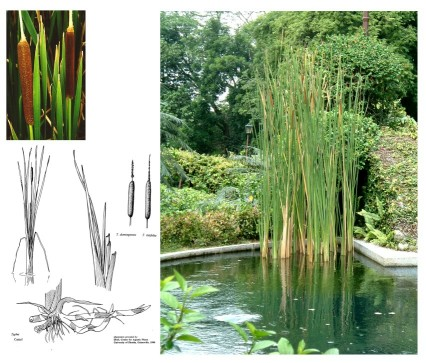

## Phân bố - Đặc điểm - Ích lợi
Xem bài chi tiết: Chi Hương bồ